# Ivan Koršič
Ivan Koršič, slovenski rimskokatoliški duhovnik, zadnji superior avstroogrske vojne mornarice, * 3. maj 1870, Solkan, † 28. maj 1941, Solkan.
Po končani gimnaziji v Gorici je tam vstopil v semenišče  in bil 23. septembra 1893 posvečen v duhovnika. Služboval je v raznih krajih v okolici Gorice. Na prošnjo kardinala Jakoba Missie je sprejel službo vojaškega kaplana v avstroogrski vojni mornarici, kjer je zaradi izrednih sposobnosti kmalu dosegel najvišjo čast in stopnjo - postal je mornariški superior (lat. superior, višji, nadrejeni; to je nekak vojaški škof). Pri delu je bil zgleden in umirjen ter nepristranski, zato je bil priljubljen tako pri svojih podrejenih kot tudi pri ostalih mornariških častnikih in mornarjih. Po končani 1. svetovni vojni je še eno leto ostal v službi pri novih italijanskih gospodarjih, se nato upokojil, vendar kot duhovnik še naprej služboval nazadnje v Kobaridu od koder pa je moral bežati in se skrivati pred fašističnimi skrajneži. Zadnja leta pred smrtjo je preživljal na svojem domu v Solkanu.